# غاستون، كونت أو
أمير غاستون، كونت أو (بالفرنسية: Gaston d'Orléans)‏ (28 أبريل 1842 - 28 أغسطس 1922) هو أبن البكر لـ الأمير لويس، دوق نيمور وفيكتوريا من ساكس-كوبرغ وغوتا، كان أمير فرنسياً وقائد عسكري بحيث شارك في الحرب الإسبانية المغربية وحرب باراغواي، تزوج من أميرة إيزابيل وريثة العرش البرازيل.